# ハッピーボーイズアワー爆笑おすピー問題!
『ハッピーボーイズ!アワー 爆笑おすピー問題!』（ばくしょうおすぴーもんだい）はフジテレビで放送されたバラエティ番組である。

## 概要
2002年4月10日「水10!」内で「ハッピーボーイズ!」として放送開始。出演はおすぎとピーコ、爆笑問題。当時は30分番組だった。10月23日ゴールデンタイムに昇格、1時間番組となり、新たに進行役として小島奈津子が加わる。
スタジオにゲストを招き、あらゆる側面から芸能界を斬り秘密を暴露していく、いわば夜のワイドショー的番組。番組のオープニングで司会の4人が「7時だよ!」と一斉に発した後にオープニング映像が流れる。また、特番時は他のバラエティ番組と異なり『FNNスーパーニュース』を短縮し18時30分からのスタートとなり4人のセリフが「今夜は6時半だよ!」と変更されていた。
また、2004年10月13日より、メインキャストは変えずに番組内容とタイトルをリニューアル。「爆笑おすピー大問題!!」となるが、2005年3月30日放送をもって終了した。

## 放送日時
- フジテレビ系列、水曜22:00〜22:54（水10! 内）→水曜19:00〜19:57
- ネット - フジテレビ系27局で同時ネット。テレビ大分、青森放送、山梨放送でも放送。

## 出演者

### 司会
ハッピーボーイズ!
- おすぎとピーコ
  - おすぎ
  - ピーコ
- 爆笑問題（田中裕二・太田光）

### 進行
- 小島奈津子

## コーナー
- 「ハッピーグラフ」 - 芸能人にこれまでの人生の幸、不幸をグラフで表してもらう。
- 「ハッピー奉行」 - 芸能人のさまざまな疑惑を裁く。
- 「ハッピーどっち」 - 日常のさまざまな疑問をもとに独断と偏見で意見を闘わせる。
- 「ハッピータイムマシーン」 - 芸能人の人生の節目となった年の出来事を振り返る。

- これ以外にも初期にはレギュラーの4人が料理を賭けてゲームをするコーナーもあったが、全編トーク主体となったため早々に終了している。

## スタッフ
- ナレーション：坂上みき
- オープニング曲：小西康陽（音楽）、のこいのこ（歌唱）
- 写真：飯田かずな
- 構成：高橋洋二、高須光聖、樋口卓治、鈴木おさむ、佐藤修、真田ゑみ子、秋葉高彰、大井達朗、野口悠介、堀雅人
- アドバイザー：谷口秀一
- リサーチ：フォーミュレーション、ノマド
- 技術：共同テレビジョン
- TD：佐々木信一
- SW：上村克志
- CAM：寺本和美
- VE：竹内貴志
- AUD：斉藤哲史
- 照明：宗像徹馬
- マルチ：西脇正則
- システム：田近洋
- CG：岡本英士（フジテレビ）
- 美術制作：井上明裕（フジテレビ）
- デザイン：深井誠之（フジテレビ）
- 美術進行：大野恭一郎
- 大道具：那須野清
- 装飾：桜井信一
- 電飾：田中信太郎
- アクリル装飾：水野智子
- 生花装飾：安藤岳
- 手書きタイトル：福澤伸太郎
- 編集：小池克己・杉原丈司・水野美智子・中川直喜（共同エディット）、御代田祥一・加藤弘行・渕真悟・吉田真由美（パッチワーク）
- MA：中村貴明・深沢一友（共同エディット）、柳智隆（パッチワーク）
- 音響効果：西山知史（4-Legs）、小堀一（OKK）
- 広報：清野真紀（フジテレビ）
- タイムキーパー：水越理恵
- 編成：荒井昭博・神崎素子・浜野貴敏（フジテレビ）
- デスク：田中万貴、田中優子
- スーパーバイザー：原田冬彦（フジテレビ）
- アシスタントプロデューサー：岩村真理子（フジテレビ、情報番組センター）、北口富紀子（フジテレビ、バラエティ制作センター）、朝倉千代子、古山洋也・進藤裕貴（REAL）、工藤江美子
- 制作協力：REAL、共同テレビジョン、BEE BRAIN
- フロアディレクター：山下泰樹、杉原裕一
- ディレクター：花岡圭一郎（REAL）、代々木明徳（フジテレビ、バラエティ制作センター）、小倉伸一（オイコーポレーション）、三浦正樹、目黒和宏、牧野光江、三浦佳憲・上原千絵（REAL）、佃敏史（共同テレビ）、石川綾一（フジテレビ、バラエティ制作センター）、速水学、浅野克己・岡部統一・清水泰貴・亀森幸二（フジテレビ、亀森のみ当時）・熊澤美麗、出口敬生（フジテレビ、バラエティ制作センター）
- 演出：本間学（フジテレビ、情報番組センター）、河井二郎（共同テレビ）
- 制作プロデューサー・演出：黒木彰一（フジテレビ、バラエティ制作センター）
- プロデューサー：大野高義（フジテレビ、情報番組センター）、坪田譲治（フジテレビ、バラエティ制作センター）、島田顕（REAL）、鈴木吉弘（フジテレビ、バラエティ制作センター）
- 制作：フジテレビバラエティ制作&情報番組センター
- 制作著作：フジテレビ

## 逸話
- 当初は2002年10月16日から19時から開始する予定だったが、放送の数日前になって報道特番に差し替えられた為、予定より一週遅れてのスタートとなった。
- 「水10!」時代は特定の共通点のあるタレントを集めた、いわゆる「くくりトーク」となっていたが、ゴールデン進出後はその縛りがなくなった。
- おすピー、爆問が出演していた森田一義アワー笑っていいとも!とスタッフが共通し、太田光によるTBSラジオ　爆笑問題カーボーイの発言から、いいとも!スタッフの中でも特に放送曜日・いいともにおいてもおすピーと爆問がレギュラーだった水曜日スタッフが制作スタッフに特に濃厚に関わっていた。